# Saußbach (Wolfsteiner Ohe)
Le Saussbach est une rivière de Bavière, dans l'arrondissement de Freyung-Grafenau.

## Géographie
Le Saußbach naît du Teufelsbach et du Rothbach. Le Rothbach et le Teufelsbach s'unissent à Waldmühle à l'est de Hohenröhren. Il traverse Mauth vers Freyung. Là, le Saußbach coule autour d'un affleurement rocheux sur lequel repose le château de Wolfstein. Le Saußbach coule le long d'un affleurement rocheux sur lequel repose le château de Wolfstein. Puis l'eau entre dans une gorge (la Buchberger Leite). Au début de la gorge, le Saußbach est barré et la majeure partie de l'eau pour la production d'énergie pour alimenter le Carbidwerk Freyung est acheminée dans une galerie. Un pont de plus de 50 m de haut enjambe le réservoir sur lequel passe la Bundesstraße 12. Environ deux kilomètres plus loin, le ruisseau rencontre le Reschbach et forme avec lui le Wolfsteiner Ohe.
Comme de nombreux cours d'eau de la région, le Saußbach était utilisé pour la dérive du bois. Aujourd'hui, plusieurs petites centrales hydroélectriques utilisent le ruisseau pour produire de l'énergie.